# Kathryn Bigelow
Kathryn Ann Bigelow (San Carlos, Kalifornia, 1951. november 27. –) kétszeres 
Oscar-díjas amerikai filmrendező, forgatókönyvíró és filmproducer. Az első nő aki megkapta a legjobb rendezőnek járó Oscar-díjat.
Legismertebb korai rendezései az Alkonytájt (1987) című horrorfilm, a Holtpont (1991) Keanu Reeves-szel és Patrick Swayze-zel a főszerepben, a Strange Days – A halál napja (1995) című cyberpunk alapokon nyugvó film noir és az Örvénylő vizeken (2009). 
A bombák földjén című 2009-es háborús filmdrámája elnyerte a legjobb filmnek járó Oscar- és BAFTA-díjat, továbbá számos hazai és nemzetközi elismerést. A 2010-es Golden Globe-díjátadón hasonló kategóriában jelölték díjra. Bigelow a legjobb rendezőnek járó Oscar-díj első női győztese lett.
2010 áprilisában a Time magazin a világ 100 legbefolyásosabb embere közé választotta.

## Fiatalkora
A kaliforniai San Carlosban született egyetlen gyermekként, édesapja festékgyárban, édesanyja pedig könyvtárban dolgozott. Fiatalkorában szeretett festeni, 1970-ben a San Francisco Art Institute-ba iratkozott be. 1972 decemberében szerzett alapdiplomát. Amíg a SFAI-ban tanult, felvételt nyert a New York-i Whitney Múzeum ösztöndíjprogramjába. Állítása szerint a művészet iránti érdeklődése részben édesapjának köszönhető, aki nagyon szeretett rajzolni.
Filmezéssel a Columbia Egyetem mesterképzésén kezdett foglalkozni, ahol elméletet és kritikát tanult. Professzorai voltak többek között Vito Acconci, Sylvère Lotringer és Susan Sontag. Az 1970-es években festőként dolgozott, többek között a konceptuális művészetéről ismert Lawrence Weinerrel együtt. Tanulmányai befejezése után a California Institute of the Arts-on tanított, filmrendezői pályafutása 1978-ban indult.

## Pályafutása
Bigelow első rendezése 1978-ban a The Set-Up című rövidfilm volt, egy egyetemi tanulmánya, ami két sikátorban verekedő embert ábrázol, mialatt két professzor az eseményeket kommentálja. 1982-ben készítette el a The Loveless című alkotást, amiben Monty Montgomery rendezőtársa volt. Willem Dafoe először ebben a filmben kapott főszerepet. A következő filmje az 1987-es Alkonytájt volt, amit Eric Reddel közösen írt. Ugyancsak ebben az évben a New Order zenekar Touched by the Hand of God számukhoz rendezett videóklipet.
Red Bigelow 1990-es Kék acél című thrillerjének is társírója volt, a filmben Jamie Lee Curtis egy újonc rendőrt alakít, aki macska-egér játékra kényszerül a Ron Silver által megformált pszichopata gyilkossal.
A Kék acél után következett 1991-ben a Holtpont című akciófilm, amiben Keanu Reeves és Patrick Swayze látható a főszerepben. 1993-ban a Wild Palms sorozathoz rendezett egy epizódot.
A rendezőnő 1995-ös, Strange Days – A halál napja című filmjét volt férje, James Cameron írta, és a produceri teendőket is ő látta el. A film viszonylag pozitív kritikákat kapott, a Rotten Tomatoes weboldal 39 kritika alapján 62%-ra értékelte.
1997-ben és 1998-ban a Gyilkos utcák című sorozat több epizódját is ő rendezte.
Anita Shreve amerikai írónő A víz súlya című novellája alapján 2000-ben Bigelow elkészítette az Örvénylő vizeken című drámát, ami egy fotós több mint száz évvel ezelőtti kettős gyilkosság utáni nyomozását dolgozza fel, igaz történet alapján.
2002-ben rendezte Harrison Ford és Liam Neeson főszereplésével az Atomcsapda című háborús drámát, ami egy szovjet atom-tengeralattjárón játszódik. A film vegyes kritikai visszhangot kapott, az értékeléseket összegyűjtő Metacritic honlapján 100-ból 58 pontot szerzett.
Bigelow következő rendezése a 2008-ban elkészült A bombák földjén volt, amit 2008 szeptemberében a Velencei Nemzetközi Filmfesztiválon mutattak be, az USA-ban pedig 2009 júniusába került a mozikban. A film három amerikai katona mindennapjait mutatja be az iraki háború alatt, a főszerepben Jeremy Renner, Anthony Mackie és Brian Geraghty láthatóak. Mivel csak 2009-ben volt az első amerikai vetítés, az alkotást a 2010-es Oscar-gálán értékelték, ahol kilenc jelölésből hatot nyert meg, többek között a legjobb filmnek és legjobb rendezőnek járó díjakat. Utóbbiban ő volt a filmtörténetben a negyedik nő, akit jelöltek, ebből a második amerikai nemzetiségű. Szintén A bombák földjén hozta meg számára többek között a legjobb rendezőnek járó BAFTA-díjat, valamint ugyanebben a kategóriában az első Golden Globe-jelölését.

## Egyéb munkái
Az 1980-as években Bigelow a Gap ruházati cég egy reklámjában állt modellt. Rövid ideig színészkedett is, Lizzie Borden Born in Flames című filmjében egy feminista újságszerkesztőt alakított, valamint a Martini Ranch zenekar Reach számához készült videóklipben is szerepelt, melyet James Cameron rendezett.

## Magánélete
1989–1991 között James Cameron felesége volt. 2010-ben egymás vetélytársaiként indultak a legjobb rendezőnek járó Oscar-díjért.

## Filmográfia

### Film
| Év   | Magyar cím                            | Eredeti cím          | Feladatkör | Feladatkör | Feladatkör        | Megjegyzések                                                 |
| Év   | Magyar cím                            | Eredeti cím          | Rendező    | Producer   | Író               | Megjegyzések                                                 |
| ---- | ------------------------------------- | -------------------- | ---------- | ---------- | ----------------- | ------------------------------------------------------------ |
| 1981 |                                       | The Loveless         | Igen       | Nem        | Igen              | társíró és rendező: Monty Montgomery                         |
| 1987 | Alkonytájt                            | Near Dark            | Igen       | Nem        | Igen              | társíró: Eric Red                                            |
| 1990 | Kék acél                              | Blue Steel           | Igen       | Nem        | Igen              | társíró: Eric Red                                            |
| 1991 | Holtpont                              | Point Break          | Igen       | Nem        | Nincs feltüntetve | társíró: W. Peter Iliff és James Cameron (nincs feltüntetve) |
| 1995 | Strange Days – A halál napja          | Strange Days         | Igen       | Nem        | Nem               |                                                              |
| 2000 | Örvénylő vizeken                      | The Weight of Water  | Igen       | Nem        | Nem               |                                                              |
| 2002 | Atomcsapda                            | K-19: The Widowmaker | Igen       | Igen       | Nem               |                                                              |
| 2008 | A bombák földjén                      | The Hurt Locker      | Igen       | Igen       | Nem               |                                                              |
| 2012 | Zero Dark Thirty – A Bin Láden hajsza | Zero Dark Thirty     | Igen       | Igen       | Nem               |                                                              |
| 2017 | Detroit                               | Detroit              | Igen       | Igen       | Nem               |                                                              |

### Televízió
- Karen Sisco – Mint a kámfor (2004)
  - 10. epizód: "He Was a Friend of Mine"
- Gyilkos utcák (1993–99)
  - "Fallen Heroes" 1&2 rész; "Lines of Fire"
- Wild Palms (1993)
  - 3. epizód: "Rising Sons"

## Fontosabb díjak és jelölések
Alkonytájt (1987)
- Brussels International Festival of Fantasy Film – Ezüst holló
- Jelölés — Szaturnusz-díj a legjobb rendezőnek

Strange Days – A halál napja (1995)
- Szaturnusz-díj a legjobb rendezőnek

Örvénylő vizeken (2000)
- Jelölés — San Sebastián-i Nemzetközi Filmfesztivál Arany Kagyló

A bombák földjén (2008)
- Oscar-díj a legjobb rendezőnek
- Oscar-díj a legjobb filmnek
- BAFTA-díj a legjobb rendezőnek
- BAFTA-díj a legjobb filmnek
- Jelölés – Golden Globe-díj a legjobb filmrendezőnek
- Jelölés – Golden Globe-díj a legjobb filmdrámának
- Jelölés – Szaturnusz-díj a legjobb rendezőnek

Zero Dark Thirty – A Bin Láden hajsza (2012)
- Jelölés – Oscar-díj a legjobb filmnek

## Fordítás
Ez a szócikk részben vagy egészben  a   Kathryn Bigelow című angol Wikipédia-szócikk ezen változatának fordításán alapul.  Az eredeti cikk szerkesztőit annak laptörténete sorolja fel. Ez a jelzés csupán a megfogalmazás eredetét és a szerzői jogokat jelzi, nem szolgál a cikkben szereplő információk forrásmegjelöléseként.